# Krynice (województwo lubelskie)
Krynice – wieś w Polsce położona w województwie lubelskim, w powiecie tomaszowskim, w gminie Krynice.

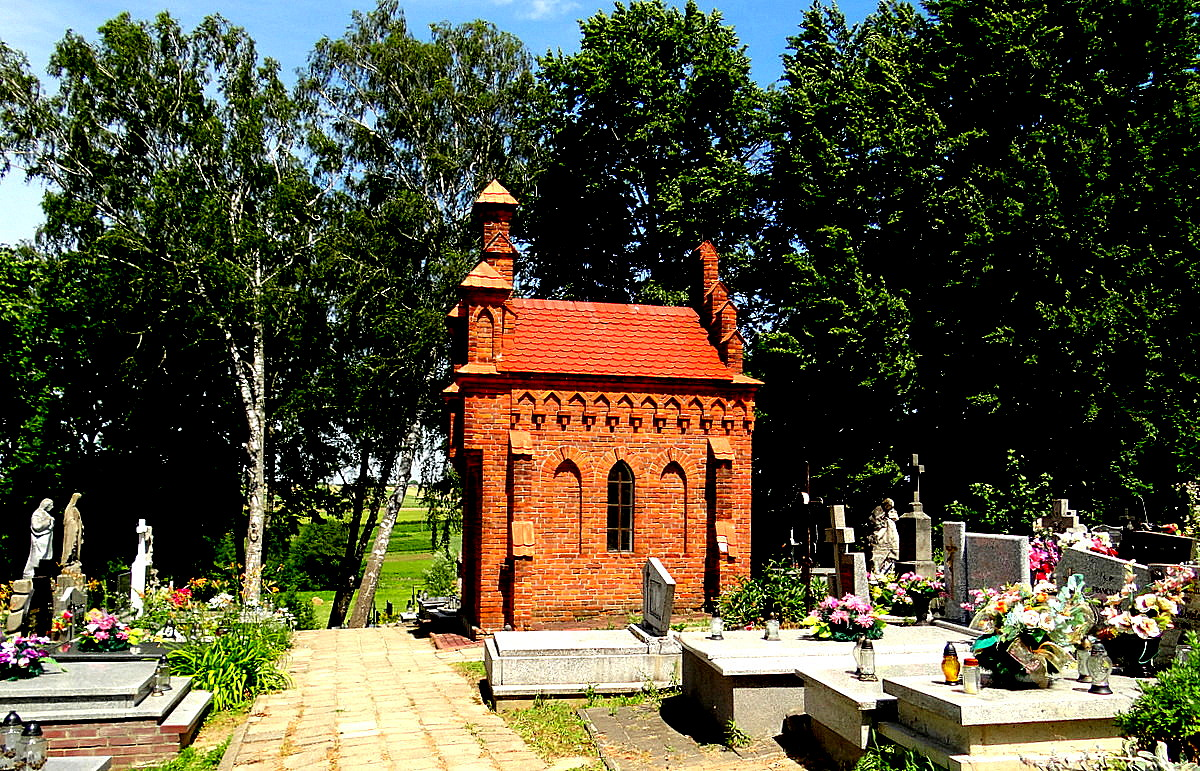
Kaplica cmentarna św. Teresy

W latach 1954–1972 wieś należała i była siedzibą władz gromady Krynice. W latach 1975–1998 miejscowość administracyjnie należała do województwa zamojskiego.
Wieś jest sołectwem w gminie Krynice. Według Narodowego Spisu Powszechnego z roku 2011 wieś liczyła 527 mieszkańców.
Wieś jest siedzibą rzymskokatolickiej parafii św. Stanisława w Krynicach. We wsi jest kościół parafialny z lat 1918–1920 i kaplica cmentarna św. Teresy.

## Części wsi
| SIMC    | Nazwa      | Rodzaj    |
| ------- | ---------- | --------- |
| 0891826 | Zajezierze | część wsi |
| 0891832 | Zamłynie   | część wsi |

## Historia
Wieś położona historycznie na południowo-zachodnim skraju staropolskiego powiatu grabowieckiego stanowiącego część ziemi bełskiej.
W 1435 r. wieś należała do Adama Łabuńskiego, a po nim w 1483 roku do Jana Łabuńskiego. Około roku 1492 przejęli ją na ponad 100 lat Oleśniccy z Oleśnik. Następnie była to wieś królewska, odzyskana w 1566 roku przez Oleśnickich drogą zamiany za dwoje podkrakowskich wsi. Według rejestru poborowego z 1564 roku Krynice miała 5 łanów gruntów uprawnych. W 1578 roku należały do Marcina Oleśnickiego podsędka ziemskiego bełskiego. Przejęte od 1603 roku za długi do Zamoyskich, wracają ponownie do Oleśnickich w 1627.
W roku 1846 wieś była w posiadaniu Stanisława Głogowskiego, a po 1880 r. do rodziny Lipczyńskich. Według spisu z 1880 roku wieś liczyła 6 domów i 479 mieszkańców.
W drugiej dekadzie XX wieku – spis powszechny z roku 1921, liczyły 29 domów oraz 201 mieszkańców, w tym 8 Żydów i 9 Ukraińców.

## Zabytki
Według rejestru zabytków NID na listę zabytków wpisany jest zespół dworski z 1 poł. XIX w., nr rej.: A/452 z 10.09.1988: ruina dworu i park.